# Чёртово ущелье (фильм)

«Чёртово ущелье» (пол. Czarci żleb) — польский чёрно-белый художественный фильм, боевик 1949 года.

## Сюжет
Ясек Газдонь был когда-то контрабандистом, но поумнел. Он теперь солдат, который хорошо охраняет границу. Он не позволит, чтобы банда вывезла через горы за границу ценное произведение искусства.

## В ролях
- Тадеуш Шмидт — Ясек Газдонь
- Алина Яновская — Ханка
- Тадеуш Каньский — Вильчыньский, предводитель банды
- Збигнев Сковроньский — повар Фелек
- Клеменс Мельчарек — Дечух
- Адам Бродзиш — сержант
- Здзислав Любельский — Короткий
- Станислав Волиньский — Кирус
- Михал Мелина — граф
- Ян Цецерский — Михал, лакей графа
- Мариан Лонч — командир патруля
- Зыгмунт Зинтель — контрабандист